# Glomerellales
GlomerellalesJ.B. Morton & Benn – rząd workowców należący do klasy Sordariomycetes.

## Systematyka
Pozycja w klasyfikacji według Index Fungorum: Glomerellales, Hypocreomycetidae, Sordariomycetes, Pezizomycotina, Ascomycota, Fungi.
Według kodeksu Index Fungorum bazującego na Dictionary of the Fungi do rzędu Glomerellales należą rodziny:
- Glomerellaceae Locq. ex Seifert & W. Gams 2007
- Malaysiascaceae Tibpromma & K.D. Hyde 2018
- Plectosphaerellaceae W. Gams, Summerb. & Zare 2007
- rodzina incertae sedis
  - rodzaj Wenhsuisporus C.H. Kuo & Goh 2022[2].